# Жиродо, Бернар
Берна́р Рене́ Жиродо́ (фр. Bernard René Giraudeau, 18 июня 1947, Ла-Рошель — 17 июля 2010, Париж) — французский актёр, писатель, режиссёр, сценарист.

## Биография
Окончил школу механиков ВМФ (1965). В 1965—1966 служил на фрегате «Duquesne» и авианосце «Clemenceau».
Окончил Национальную консерваторию драматического искусства (1970). В 1971—2005 — на сцене парижских театров.
Дебютировал в криминальной ленте режиссёра Жозе Джованни «Двое в городе» (1973). Снимался в фильмах Франсуа Озона, Патриса Леконта, Клода Пиното.
В 1990 году Жиродо дебютировал в самостоятельной режиссуре фильмом «Другой», за который получил номинацию на «Сезар» в категории «лучший режиссёрский дебют». Сценарист и режиссёр фильма «Непредсказуемая природа реки» (Les Caprices d’un fleuve, 1996), в котором, помимо него самого, снялись Ришар Боренже, Пьер Ардити, Жан-Клод Бриали, Мари Дюбуа, Ламбер Вильсон.
Автор романа «Мореход бросил якорь».
В 2000 году у Жиродо был обнаружен рак левой почки, метастазы от которого в дальнейшем распространились на лёгкие. Однако он спокойно воспринимал свою болезнь, считая, что «когда больным объявляют об этом диагнозе, они напуганы и потеряны. А нужно расслабиться и успеть многое сделать».
Умер в больнице в Париже 17 июля 2010 года.

## Роли в кино
- 1973 — Двое в городе / Deux Hommes dans la ville (реж. Жозе Джованни) — Фредерик Казнёв
- 1975 — Цыган / Le Gitan (реж. Жозе Джованни) — Марёй (Mareuil)
- 1976 — Никогда плюс всегда / Jamais plus toujours — Денис
- 1977 — Билитис / Bilitis — Люка
- 1977 — Следователь Файяр по прозвищу "Шериф" / Juge Fayard dit Le Sheriff — судья Давус
- 1977 — А нежность? Бордель! / Et la tendresse? Bordel! — Люк
- 1979 — Военврач / Le Toubib (реж. Пьер Гранье-Дефер) — Франсуа
- 1980 — Бум / La Boum (реж. Клод Пиното) — Эрик Леман, учитель немецкого
- 1981 — Приходи ко мне, я живу у подруги / Viens chez moi, j’habite chez une copine (реж. Патрис Леконт) — Даниэль
- 1981 — Любовная страсть / Passion d’amour (реж. Этторе Скола) — капитан Джорджио Бачетти
- 1982 — День расплаты / Le Grand Pardon
- 1982 — Геката / Hécate, maîtresse de la nuit
- 1983 —  Папаша сопротивляется / Papy fait de la résistance —
- 1983 —  Богач / Le ruffian —
- 1984 — Год медуз / L’Année des méduses — Ромен Калидес
- 1985 — Специалисты / Les Spécialistes —
- 1985 —  Я тебя хотеть / Moi vouloir toi
- 1994 — Любимый сын / Le Fils préféré
- 1996 — Капризы реки / Les Caprices d’un fleuve — Жан-Франсуа де ля Плэн
- 1996 — Насмешка / Ridicule (реж. Патрис Леконт) — Де Вилькур
- 1997 — Маркиза / Marquise — Мольер
- 1998 — TGV / TGV — Роже
- 2000 — Капли дождя на раскаленных скалах / Gouttes d’eau sur pierres brulantes (реж. Франсуа Озон) — Леопольд
- 2000 — Дело вкуса / Une affaire de gout
- 2002 — Малышка Лили / Petite Lili
- 2002 — Смерть рыжеволоса / La mort est rousse (телевизионный фильм) — Венсан
- 2003 — Тот день / Ce jour-la — Эмиль
- 2003 — Пропавшие моряки / Les Marins perdus — Диамантис
- 2003 — Мата Хари: правдивая история / Mata Hari, la vraie histoire (телевизионный фильм) — капитан Бушардон

## Документальные фильмы
- 2012 — Бернар Жиродо, романтичный бродяга / Bernard Giraudeau, le baroudeur romantique (реж. Бертран Тессье / Bertrand Tessier)